# Station Białystok
Station Białystok is een spoorwegstation in de Poolse plaats Białystok. 

## Afbeeldingen

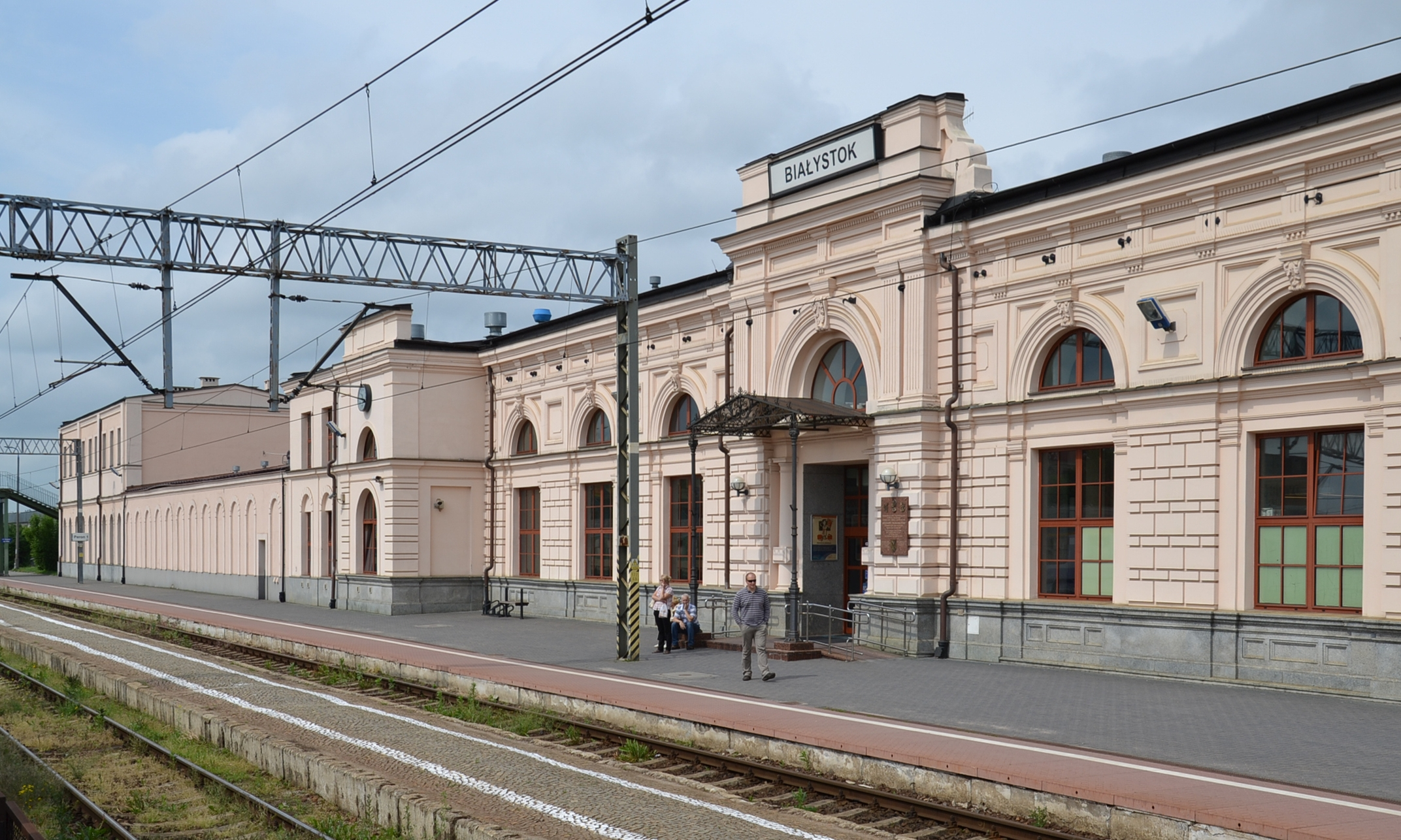
Hoofdstation in Białystok
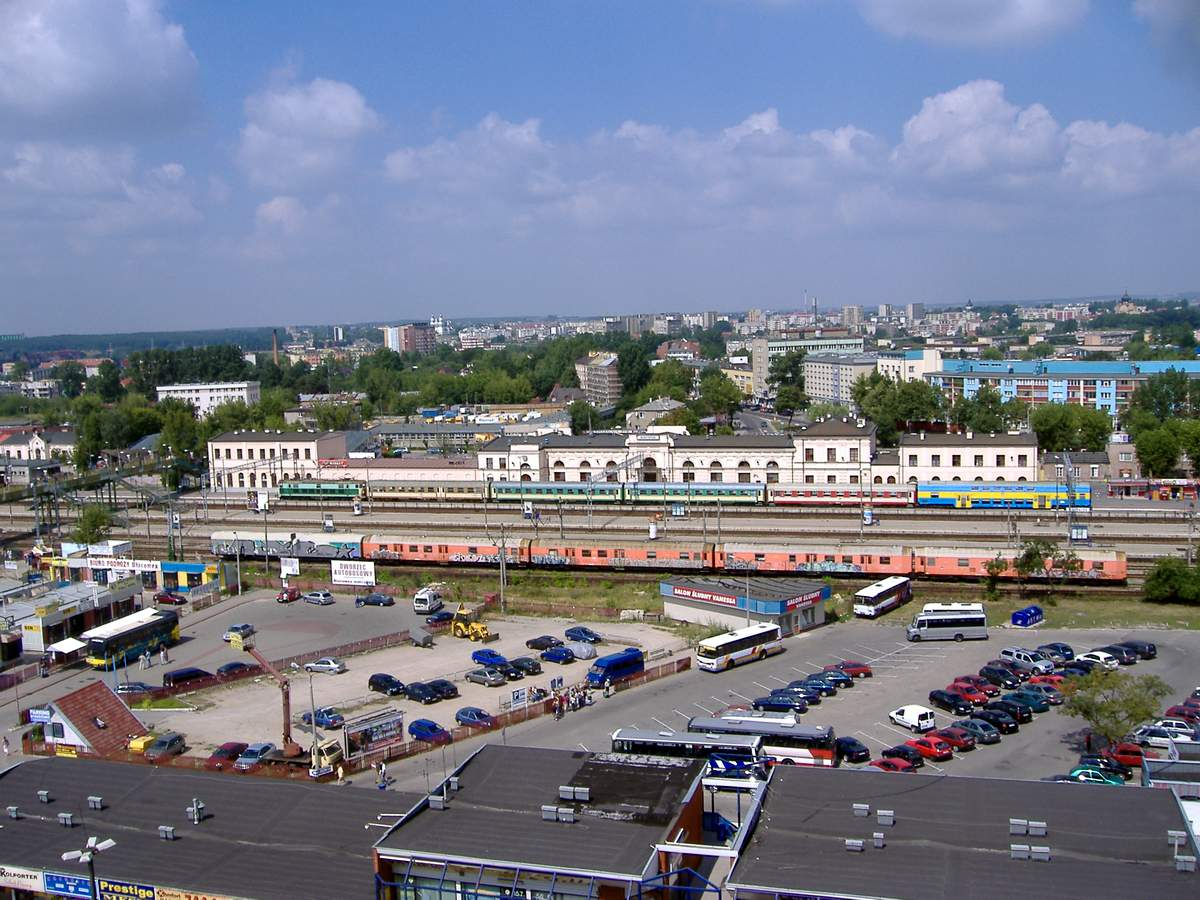
Hoofdingang
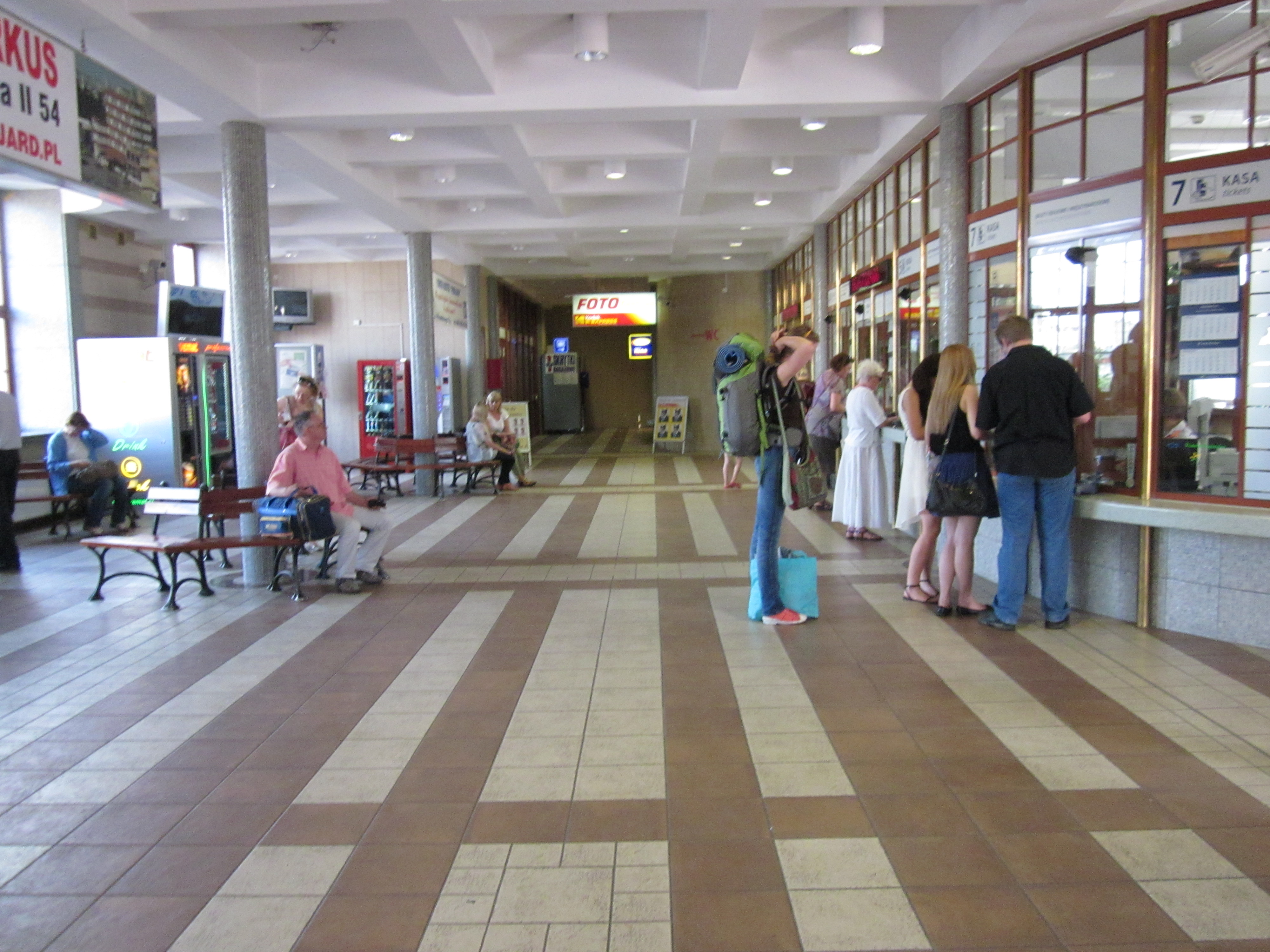
Ticketverkoop, wachtruimte
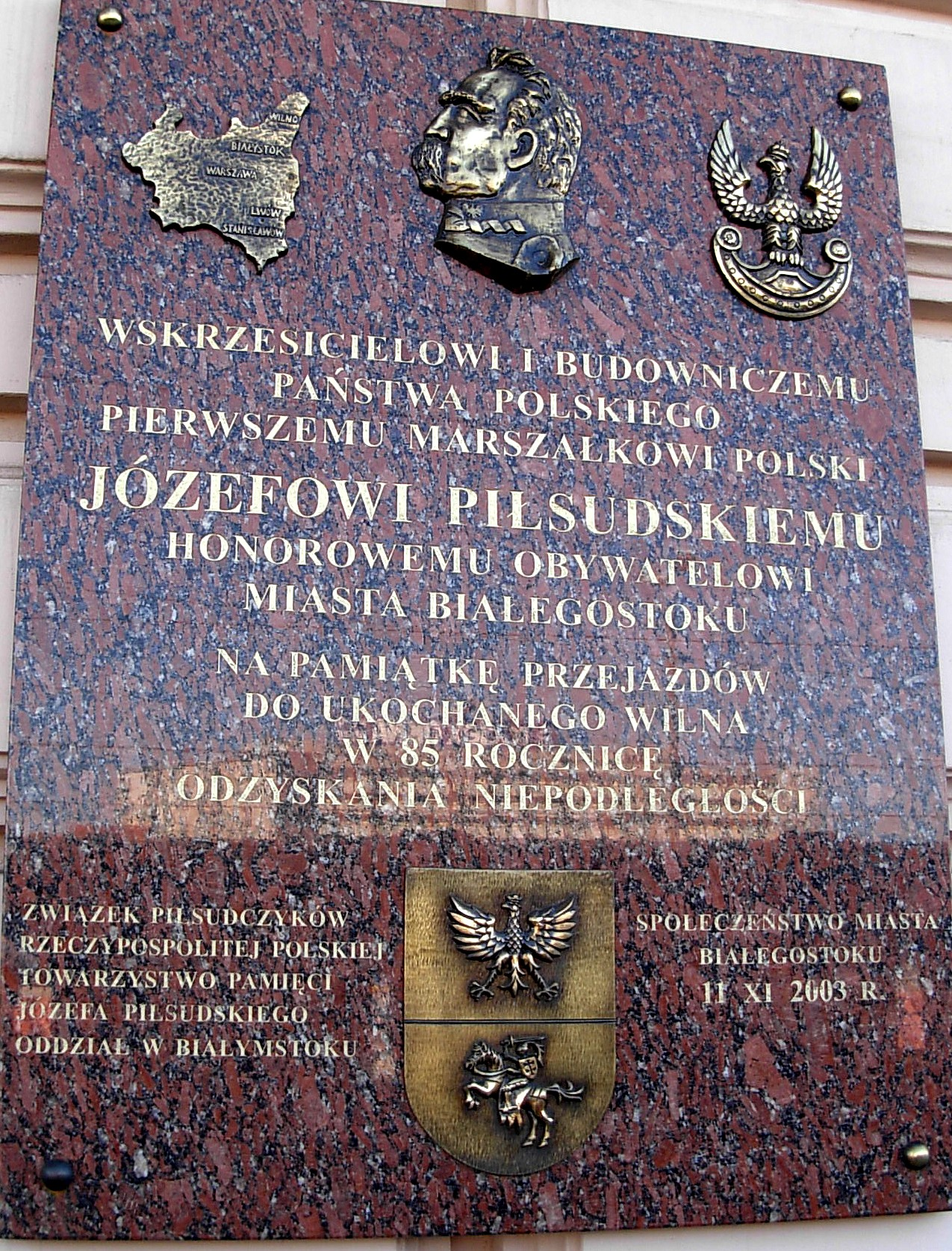
Gedenkteken Jozef Pilsudski's treinreis naar Vilnius